# 99drei Radio Mittweida
99drei Radio Mittweida ist ein von Studenten der Hochschule Mittweida in Eigenregie betriebener lokaler Radiosender. 99drei ist als Ausbildungsradio ein nichtkommerzieller Lokalfunk und soll den Studenten der Fakultät Medien ermöglichen, in möglichst praxisnaher Umgebung erste Radioerfahrung zu sammeln. Die praktische Umsetzung und Ausstrahlung des professionellen Radioprogramms ist eng an die Medienausbildung der Hochschule Mittweida geknüpft. Wissenschaftlich unterstützt werden die Studenten dabei von den Professoren, Mitarbeitern der Fakultät sowie von externen Dozenten. Hochschulintern ist der Radiosender der Fachgruppe Hörfunk zugeordnet, welche noch ein Tonstudio im Verantwortungsbereich hat.

## Geschichte
1997 wurde der Vorgänger von 99drei Radio Mittweida, Radio Novum, gegründet, der allerdings nur über das Mittweidaer Kabelnetz empfangbar war. Mit der Lizenz für eine terrestrische Frequenz seit 2004 für das Hochschulinstitut Akademie für multimediale Ausbildung und Kommunikation (AMAK AG), den Träger des Senders, wurde aus Radio Novum der neue Sender 99drei Radio Mittweida.
Am 1. Mai 2013 wurde ein vollständiger Neustart durchgeführt. Der Claim „Jeden Tag Mittendrin“ bezieht sich auf den lokalen Bezug des Senders.
Am 17. April 2015 ist 99drei Radio Mittweida in das neue Zentrum für Medien und Soziale Arbeit umgezogen. Die Studenten können in zwei neuen Studios arbeiten, die über den aktuellen Stand der Technik verfügen.
Zum 1. Januar 2023 verlor 99drei Radio Mittweida durch die Auflösung der AMAK AG seine Lizenz für eine terrestrische Frequenz. Der Sender läuft seitdem als Internetradio weiter.

## Frequenzen und Programm
99drei Radio Mittweida ist seit der Abschaltung der terrestrischen UKW-Frequenz nur noch als Internetradio empfangbar. Er richtet sich als einziges Lokalprogramm für das Sendegebiet an alle lokalen Radiohörer.
Der Sender hat wochentags mit der Sendung „Die 99drei Frühflieger“, Deutschlands einzige, täglich von Studenten moderierte Morningshow. Außerdem besteht das Programm aus täglich wechselnden Schwerpunktsendungen am Abend. Die Programmschiene „Nachtsendungen“ ist seit März 2014 entfallen. Wochentags gibt es stündliche Nachrichten mit dem Schwerpunkt auf lokalen bzw. regionalen Meldungen, ergänzt durch bundes- und weltweite Nachrichten.
Der Sender spielt laut eigenen Angaben „ein informationsorientiertes, AC-Format mit Rock-Elementen“.
Da es sich bei 99drei um einen Ausbildungssender handelt, schwankt die redaktionelle und sprachliche Qualität der Moderationen und Nachrichten. Dennoch versteht sich der Sender nicht als reiner Spaß- und Studentensender, sondern bemüht sich mit seinem Vollprogramm um einen professionellen Anspruch. Dabei finden für die Mitarbeiter regelmäßige vom SAEK und von der Hochschule Mittweida organisierte Seminare statt. Insgesamt sind zwei hauptamtliche Mitarbeiter und ein Professor bei 99drei Radio Mittweida tätig.
Seit 2011 ist der Übertragungswagen von 99drei mit neuer Technik in Betrieb. Dieser wird für Livekonzerte (Sendung „Soundcheck“) oder Außenübertragungen genutzt. Die Beiträge werden per Satellit übertragen. So waren im November 2012 Jukebox The Ghost und im Februar 2013 Tim Neuhaus zu Gast.

## Team
Bei Radio Mittweida arbeitet eine ca. 30-köpfige Redaktion. Geleitet werden die jeweiligen Bereiche von:
- Programmdirektor: Michael Hösel (hauptamtlich, V. i. S. d. P.)
- Stv. Programmdirektor: Philipp N. Neumayer (hauptamtlich)
- Programmchef: Josephina Weichert
- Chefs vom Dienst: Amelie Zimmermann und Dominik Wintzen
- Nachrichtenchefs: Tarja Lorbeer und Pascal Marhoul
- Musikredaktion: Hedda Woraschk und Frieda Bierke
- Marketingchefs: Lea Sophie Okhof und Emilia Sohr

## Veranstaltungen
99drei Radio Mittweida betätigt sich mehrmals jährlich als Veranstalter und ist auf vielen weiteren Mittweidaer Veranstaltungen präsent.
Während vor 2004 jährlich der „Frühjahrsputz“, ein Varietee- und Showabend, die größte Hallenveranstaltung des Senders war, fand 2006 erstmals der Musiknachwuchswettbewerb „Bandcontest 2006 – Sachsen rockt!“ statt. Dort traten u. a. Northern Lite, Jazz-Band Pepe, Laing und Bakkushan auf.